# مبروك وبلبل (فلم)
مبروك وبلبل فيلم مصري عُرض سنة 1998 من بطولة يحيى الفخراني، ودلال عبد العزيز، وماجدة زكي وإخراج ساندرا نشأت، وهو أول فيلم تخرجه.
قصة الفيلم مأخوذة عن قصة فئران ورجال لشتاينبك.

## القصة
قصة رجل معاق ذهنياً (مبروك) تتزوجه دلال عبد العزيز (بلبل) لتتهرب من الشرطة بتهمة (الدعارة).